# Comuna de Siepraw
Siepraw (polaco: Gmina Siepraw) é uma gminy (comuna) na Polónia, na voivodia de Pequena Polónia e no condado de Myślenicki. A sede do condado é a cidade de Siepraw.
De acordo com os censos de 2004, a comuna tem 7672 habitantes, com uma densidade 240,4 hab/km².

## Área
Estende-se por uma área de 31,92 km², incluindo:
- área agricola: 69%
- área florestal: 13%

## Demografia
Dados de 30 de Junho 2004:
|                      | Total   | Total | Mulheres | Mulheres | Homens  | Homens |
| -------------------- | ------- | ----- | -------- | -------- | ------- | ------ |
|                      | pessoas | %     | pessoas  | %        | pessoas | %      |
| População            | 7672    | 100   | 3908     | 50,9     | 3764    | 49,1   |
| Densidade (pop./km²) | 240,4   | 100   | 122,4    | 122,4    | 117,9   | 117,9  |

De acordo com dados de 2002, o rendimento médio per capita ascendia a 1285,92 zł.

## Subdivisões
- Czechówka, Łyczanka, Siepraw, Zakliczyn.

## Comunas vizinhas
- Dobczyce, Mogilany, Myślenice, Świątniki Górne, Wieliczka